# Alcetas II
Alcetas II (en griego: Ἀλκέτας) (muerte: c. 448 a. C.) fue rey de Macedonia de la dinastía argéada desde el año 454 a. C. hasta su asesinato.
En uno de los diálogos del filósofo Platón se menciona que Alcetas fue el hijo mayor de Alejandro I y que se convirtió rey de Macedonia después de la muerte de su padre (se estima que en el 454 a. C.). Sus hermanos eran Pérdicas II de Macedonia y Filipo. Después de 6 años como rey, fue muerto junto a su hijo Alejandro en el 448 a. C. por su sobrino Arquelao, quien era hijo de Pérdicas y una esclava. A su muerte, Pérdicas se hizo con el trono de Macedonia.
Alcetas II no es mencionado en la crónica del historiador Eusebio de Cesarea, en la que Pérdicas II es sucesor inmediato de Alejandro I en el año 454 a. C.